# روبين أوزوالدو دياز
روبين أوزوالدو دياز (بالإسبانية: Rubén Oswaldo Díaz)‏ (8 يناير 1946 ببوينس آيرس في الأرجنتين - 16 يناير 2018 ببوينس آيرس في الأرجنتين) هو لاعب كرة قدم أرجنتيني في مركز الدفاع. لعب مع أتلتيكو مدريد ونادي راسينغ.

## وصلات خارجية
- روبين أوزوالدو دياز على موقع الاتحاد الأوربي (الإنجليزية)
- روبين أوزوالدو دياز على موقع قاعدة بيانات كرة القدم.إي يو (الإنجليزية)